# Caroline Records
La Caroline Records è un'etichetta musicale statunitense con filiali a New York e a Londra. Nonostante pubblichi musica indipendente è in realtà un sotto-marchio del gruppo Universal Music Group, che nel 2012 ha acquistato il gruppo britannico EMI. Nacque nella prima metà degli anni settanta come sussidiaria della Virgin Records di Richard Branson ed era inizialmente specializzata in riedizioni a basso costo di album di rock progressivo e jazz.
L'etichetta passò sotto il controllo della EMI nei primi anni novanta, quando la Virgin fu ceduta da Branson al colosso britannico. Le due branche della Caroline Records, quella americana e quella britannica, fanno parte della Caroline Music, che comprende anche la casa di distribuzione Caroline Distributions, tutte di proprietà della EMI prima e della Universal Music Group ora. Sia attualmente che in passato, la Caroline Records ha a sua volta avuto diverse etichette sussidiarie, tra le quali Astralwerks, Gyroscope, Caroline Blue Plate, Rocks the World, Scamp e Passenger.

## In catalogo (tra le altre pubblicazioni)
- Hole - Pretty on the Inside
- The Smashing Pumpkins - Gish
- Ben Folds Five - Ben Folds Five
- Monster Magnet - 25............tab
- Primus - Frizzle Fry
- White Zombie - Soul-Crusher
- White Zombie - Make Them Die Slowly
- Pussy Galore - Right Now!
- Pussy Galore - Dial 'M' For Motherfucker
- Pussy Galore - Corpse Love: The First Year
- Steve Hillage - Fish Rising